# Palacio de Miranda-Valdecarzana
El Palacio de Miranda-Valdecarzana se encuentra situado en la localidad de Grado en el concejo asturiano del mismo nombre.

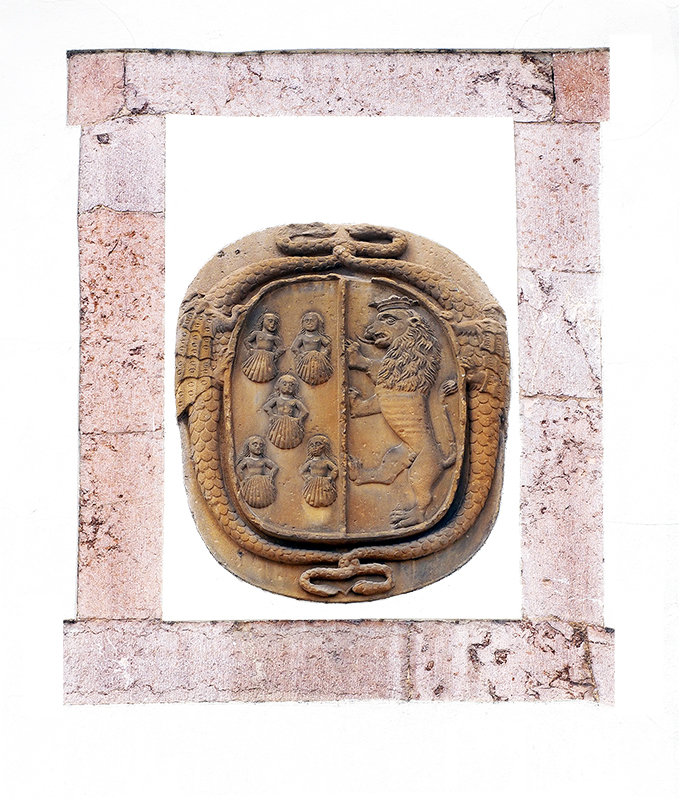
Palacio de los Miranda Valdecarzana, con el escudo de armas de los Miranda Ponce de León, Grado, Asturias.

El Palacio de Miranda es Monumento Histórico Artístico, su estructura primera es de origen medieval, pero con una gran reforma del siglo XVIII. Es un edificio de tres plantas, la entrada está en el centro de la fachada que da acceso a una escalera monumental, donde hay un patio con columnas octogonales, repartiendo sus dependencias alrededor del patio.
El Palacio de la familia Miranda, sufrió una gran ampliación en estilo barroco en el último tercio del siglo XVII, seguramente cuando ya se había recibido el título del marquesado de Valdecarzana. Otra reforma fue la que coincidió con la construcción de la capilla de Nuestra Señora de los Dolores entre 1713 y 1716 cuando se realizó la fachada oriental y quiso hacerse una conexión con la tribuna de la capilla, este pasadizo voladizo parece que nunca llegó a construirse. Actualmente alberga la Biblioteca Pública de Grado, además del Aula de las metáforas, el telecentro y salón de plenos plenos del ayuntamiento.

## Galería

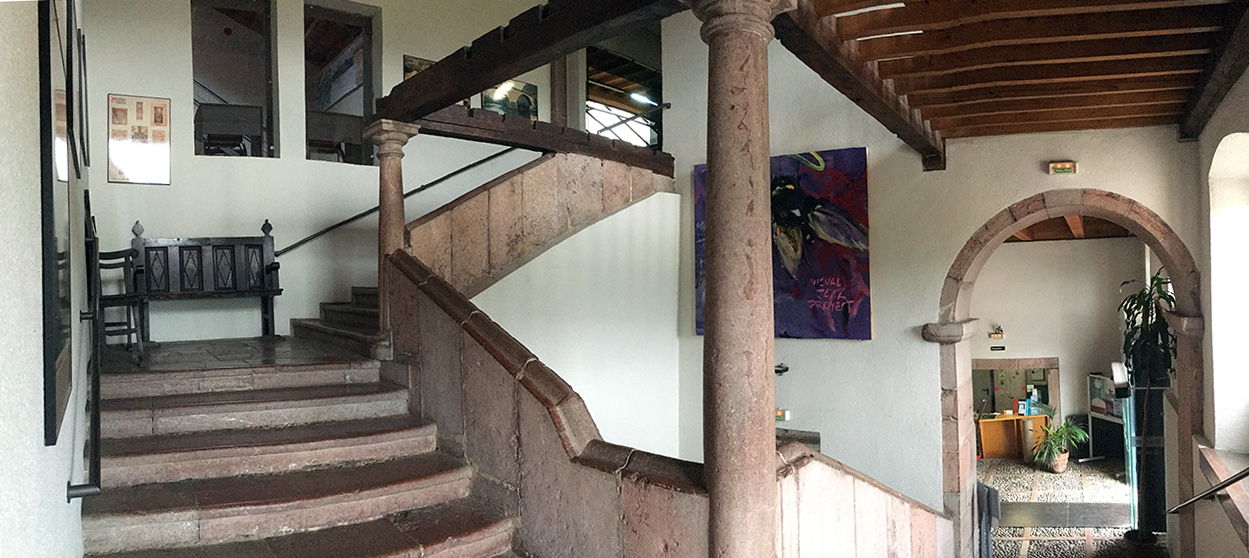
Palacio de  los Miranda-Valdecarzana, Grado, Grau, Asturias.
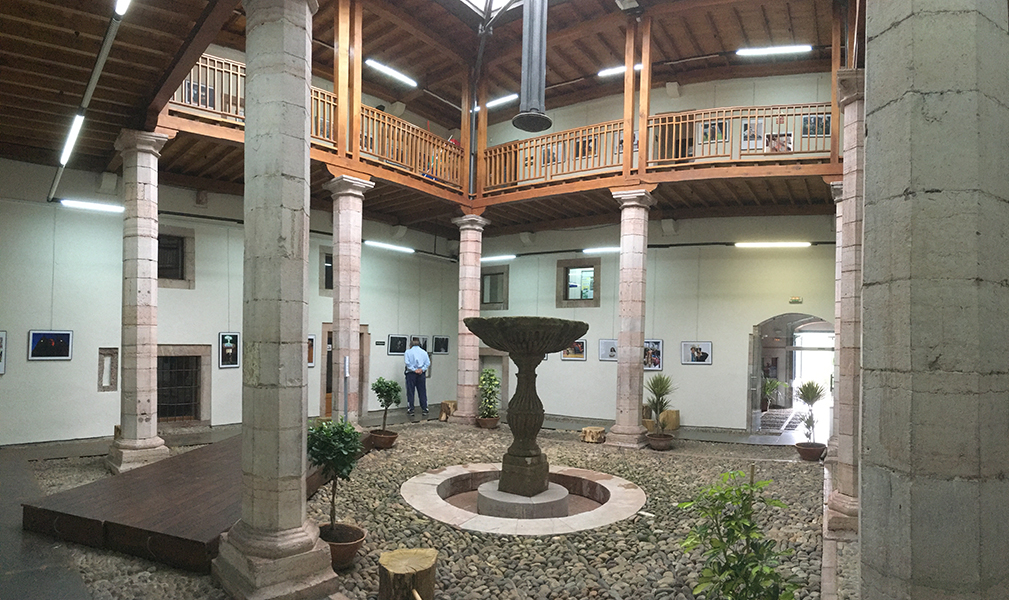
Patio del Palacio de  los Miranda-Valdecarzana, Grado, Grau, Asturias.
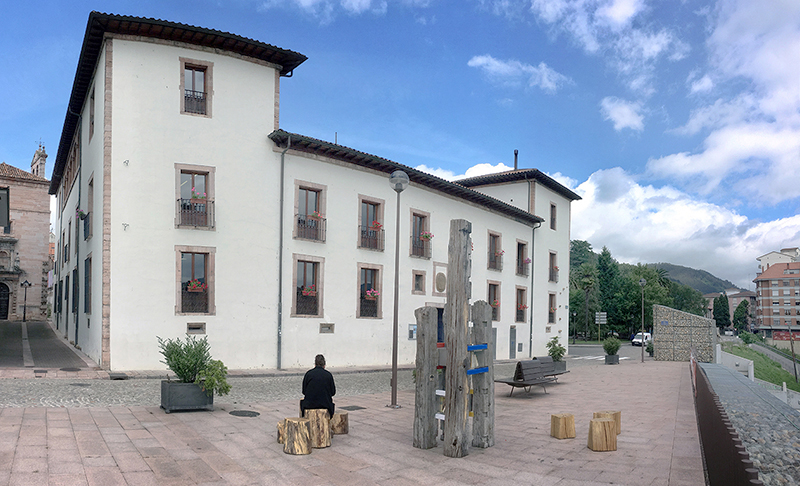
Plaza de Eliseo Nicolás, Lise, con Biblio-árbol, árbol del conocimiento, en su memoria, y Palacio Miranda-Valdecarzana
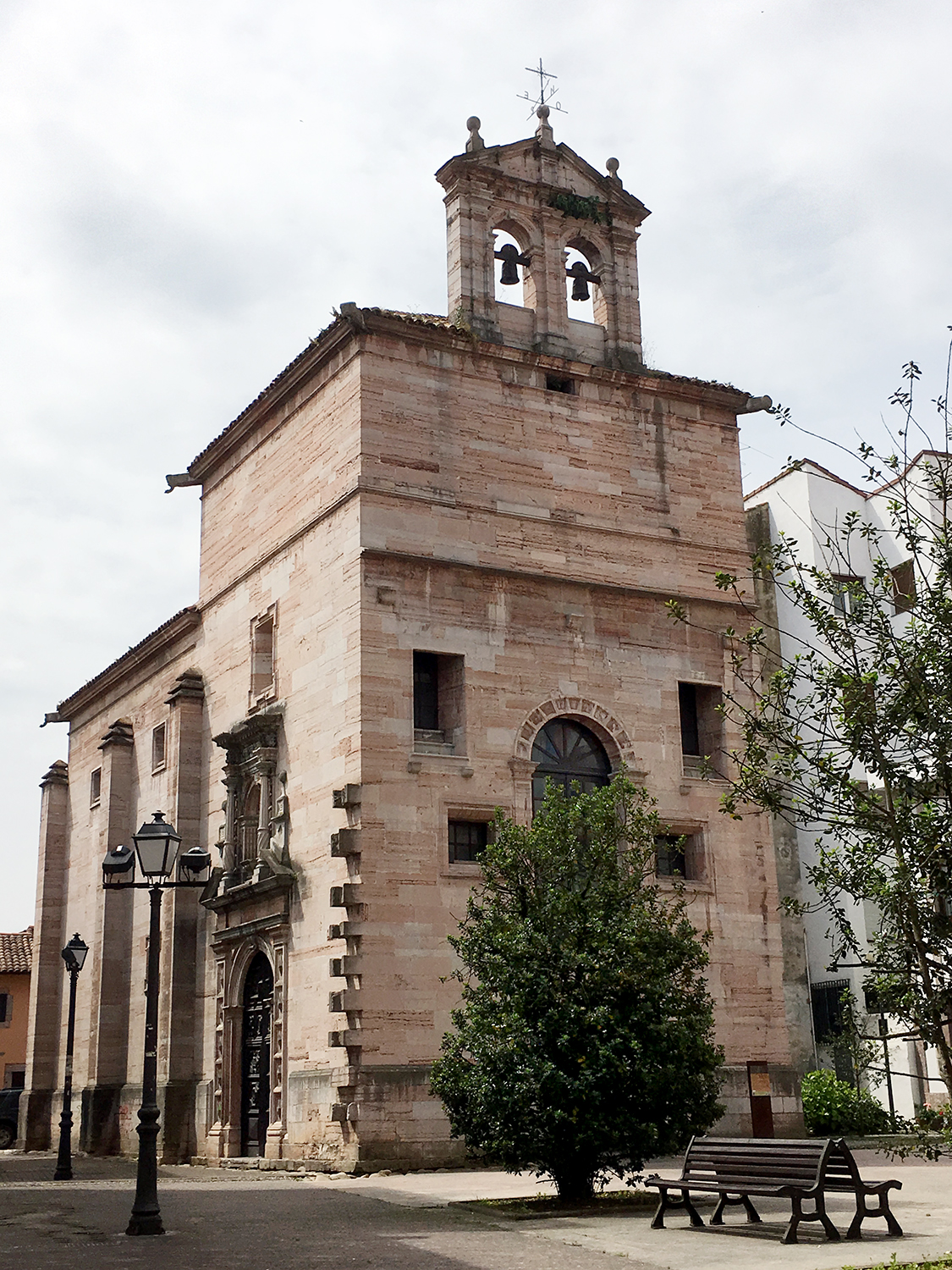
Capilla de los Dolores